# ナツメヤシ
ナツメヤシ（棗椰子、学名：Phoenix dactylifera）は、ヤシ科に属する常緑の高木である。ナツメヤシの果実はデーツ（Date）と呼ばれ、北アフリカや中東では主要な食品の一つであり、ナツメヤシが広く栽培されている。デーツは乾燥させて保存食にできる。
リンネの『植物の種』(1753年) で記載された植物種の一つである。
ナツメと名前や果実が似ているが別種である。

## 特徴
ナツメヤシは非常に古くから栽培されているため、本来の分布がどうであったかは定かではない。北アフリカか西南アジアのペルシャ湾沿岸が原産と考えられている。
耐寒性は低いものの、乾燥には比較的強い。雌雄異株。樹高は15 - 25メートル (m) で、単独で生長することもあるが、場合によっては同じ根から数本の幹が生え群生する。幹は強靱であるが、植物学的には茎が完全に木質化していないので木本ではないという人もいる。幹の表面は古い葉柄の基部で覆われている。茎の頂部から長さ5 mにもなる葉が20 - 30枚ほど出ている。
葉は羽状で、長い葉柄は3 mに達する。葉柄には棘が存在し、長さ30 cm、幅2 cmほどの小葉が150枚ほど付く。実生5年目くらいから実をつけ始める。樹の寿命は約100年程が普通であるものの、場合によっては樹齢200年に達することもある。真夏の乾燥した大地でも、地下水や灌漑によって水を供給していれば、150年は生育することができる。
雌雄異株であり、雄株の花粉が雌株の雌蕊に受粉すると、果実（デーツ）が実る。栽培ナツメヤシでは、風媒や虫媒に任せず、人力によって人工授粉が行われる。

## 歴史
メソポタミアや古代エジプトでは紀元前6千年紀には既にナツメヤシの栽培が行われていたと考えられており、またアラビア東部では紀元前4千年紀に栽培されていたことを示す考古学的証拠も存在する。例えば、ウルの遺跡（紀元前4500年代 − 紀元前400年代）からは、ナツメヤシの種が出土している。シュメールでは「農民の木」とも呼ばれ、ハンムラビ法典にもナツメヤシの果樹園に関する条文がある。アッシリアの王宮建築の石材に刻まれたレリーフに、ナツメヤシの人工授粉と考えられる場面が刻まれていることはよく知られている。紀元前1000年ごろの古代ヘブライ語の文献、古代エジプトのパピルスにもナツメヤシは登場する。
ナツメヤシはギルガメシュ叙事詩やクルアーンにも頻繁に登場し、聖書の「生命の樹」のモデルはナツメヤシであると言われる。クルアーン第19章「マルヤム」には、マルヤム（聖母マリア）がナツメヤシの木の下でイーサー（イエス）を産み落としたという記述がある。アラブ人の伝承では大天使ジブリール（ガブリエル）が楽園でアダムに「汝と同じ物質より創造されたこの木の実を食べよ」と教えたとされる。またムスリムの間では、ナツメヤシの実は預言者ムハンマドが好んだ食べ物の一つであると広く信じられている。
なお、日本の文献において、聖書やヨーロッパの文献に登場するナツメヤシは、シュロ以外のヤシ科の植物が一般的ではなかった日本で紹介された時に、しばしば「シュロ」や「棕櫚」と誤訳されている。
2005年、イスラエルの死海近くにあるマサダ城址から出土したナツメヤシの種子は、炭素年代測定によって約2000年前のものであることがわかった。少量の水とホルモン処理によってこの種子の一つが発芽に成功し、実生の雄株が古代イスラエル時代のナツメヤシの唯一の生きた標本だと考えられている。このナツメヤシの木はメトセラと名付けられ、ネゲブ砂漠のキブツに植えられた。
ナツメヤシの木はアラブ世界の文化における重要なアイテムであるため、2019年と2022年に「ナツメヤシの知識、技能、伝統と慣習」はUNESCOの無形文化遺産に登録された。

## 果実（デーツ）
ナツメヤシの果実はデーツとよばれ、中東地域のあらゆる文化を象徴する果実であると同時に、3分の2もの糖質を含む主食として多くの人々が砂漠で暮らすことを可能とし、歴史の流れを変えた。エジプトでは1500万本ものナツメヤシが栽培され、毎年100万トン以上のデーツを生産しており、その内から輸出されているものは3%にすぎない。

### 呼称

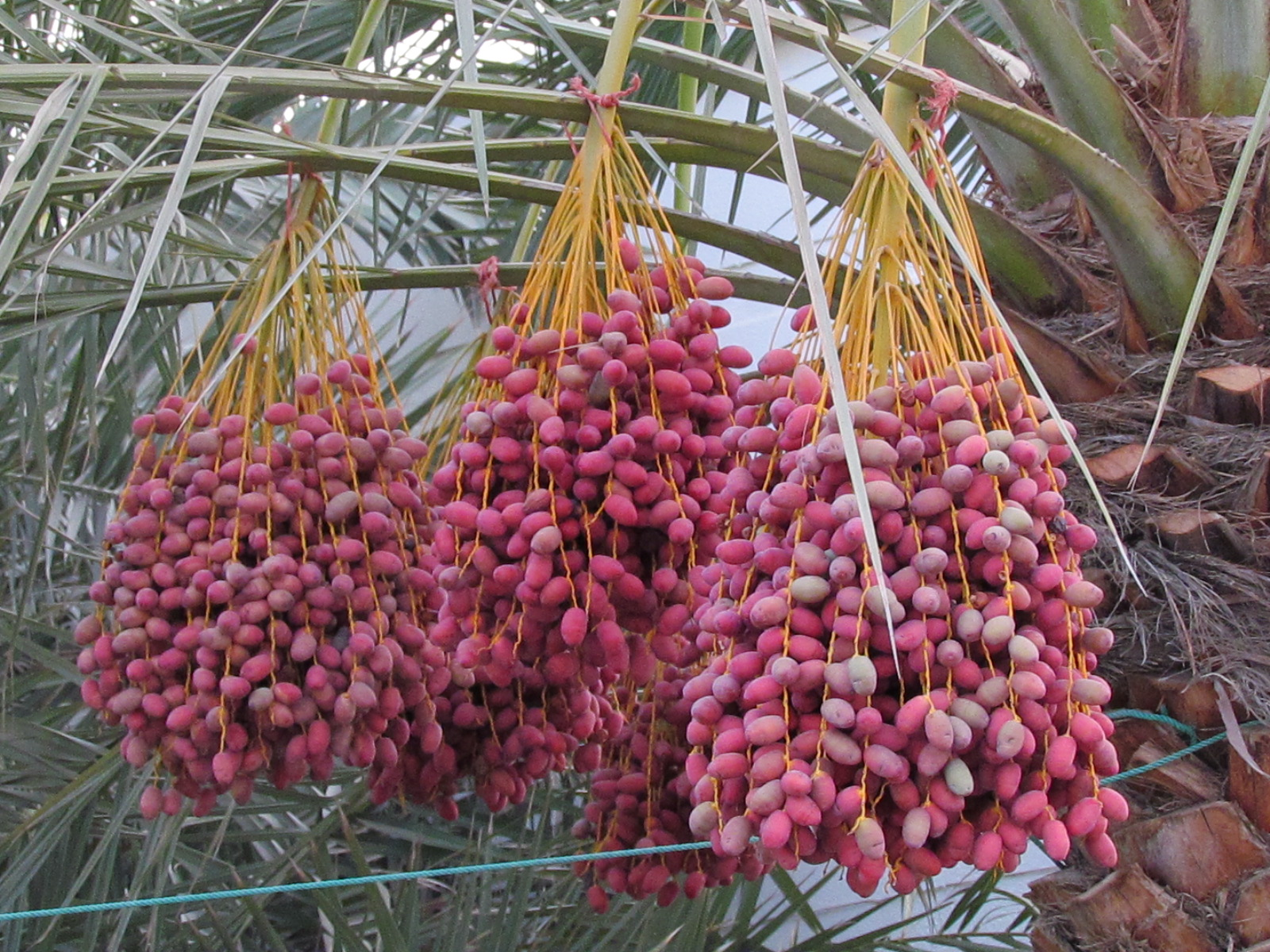
ナツメヤシの木で収穫を待つ実

英語でナツメヤシの果実を指す「デーツ」の語源はギリシア語で「指」を意味する「ダクティロス（Dactylos）」であると言われているが、アラビア語の「ダカル（دَقَل, daqal）」（ナツメヤシの1種）を含むセム諸語におけるデーツの実の呼称が由来であるとする民間語源的な説もある。
ナツメヤシの果実はいくつもの品種があるほか、その熟度によっても区別がなされている。その代表例は以下の通りとなっている。
- キムリー（كمري, kimrī）ないしはキームリー（كيمري, kīmrī）：デーツの実の成長期間の中でも最も長い日数を占める。まだ成長途中で緑色を帯び始めたもの。
- ハラール（خلال, khalāl）ないしはハリール（خليل, khalīl）：実が大きくなり緑色が次第に黄色や赤を帯び始めたもの。
- ルタブ（رطب, ruṭab）：身の色が変化が進むとともに実の中の水分量が増し、熟して柔らかくなったもの。
- タムル（تمر, tamr）：完熟を迎え水分が抜けて実が縮み、色もくすんだ暗い色に変わったもの。

### 形態・成分
ナツメヤシの果実は楕円球型をしており、短軸の直径が2 cmから3 cm、長軸は3 cmから7 cm程度である。この中に、長さ2 cmから2.5 cm、厚さ6 mmから8 mm程度の種子が1つだけ入っているのが本来の姿ながら、品種によっては種子の入っていないものもある。実が熟するまで少なくとも6か月を要する。熟すと、色は品種にもよるが明るい赤から黄色になる。なお、デーツは保存のために乾燥させることもあるが、干すと濃褐色になる。
デーツはグルコース、フルクトース、スクロースの含有量によって、ソフト、セミドライ、ドライの3種類に分類される。なお、約400種の品種を持つデーツの中でも、イランの品種であるピアロム種が最高品種であると言われている。
新鮮なデーツには豊富なビタミンCが含まれ、100 g当たり230 kcalのカロリーがある。乾燥したものは100 g当たり3 gの食物繊維が含まれ、270 kcalのカロリーがある。

### 栽培
デーツの2004年の全世界での生産量は670万トンに達し、主な生産国はエジプト（16.2%）、イラン（13%）、サウジアラビア（12.3%）などである。
ナツメヤシは自然界では風によって受粉が行われ、自然に果実をつける。しかし、栽培農業としては完全に人工授粉を行う。この人工授粉の技術は古代アッシリアの時代から知られていたと考えられている。人工授粉することで1本の雄株から50本の雌株に授粉でき、より多くの果実を生産できるようになる。雄株を全く栽培せずに、授粉の時期に雄花だけを市場で購入する生産者も存在する。
受粉は労働者によって梯子の上で行われるが、現代では昇降機が使われている。古代アッシリアの彫刻には、雄花の房らしきものを雌花の房の上で振って花粉を振りかけている様子が刻まれている。単為結実する栽培品種も存在するが、種子のない果実は小さく、また品質も劣る。
ナツメヤシの繁殖は、組織培養を行うか、根元周りに土を盛り上げて、出てきた根萌芽（ねほうが）を植え替えたりして行われる。これにより、実をつけない雄株の本数を最小限にし、多くの栽培品種をコントロールできるようにしている。

### 食品としての歴史

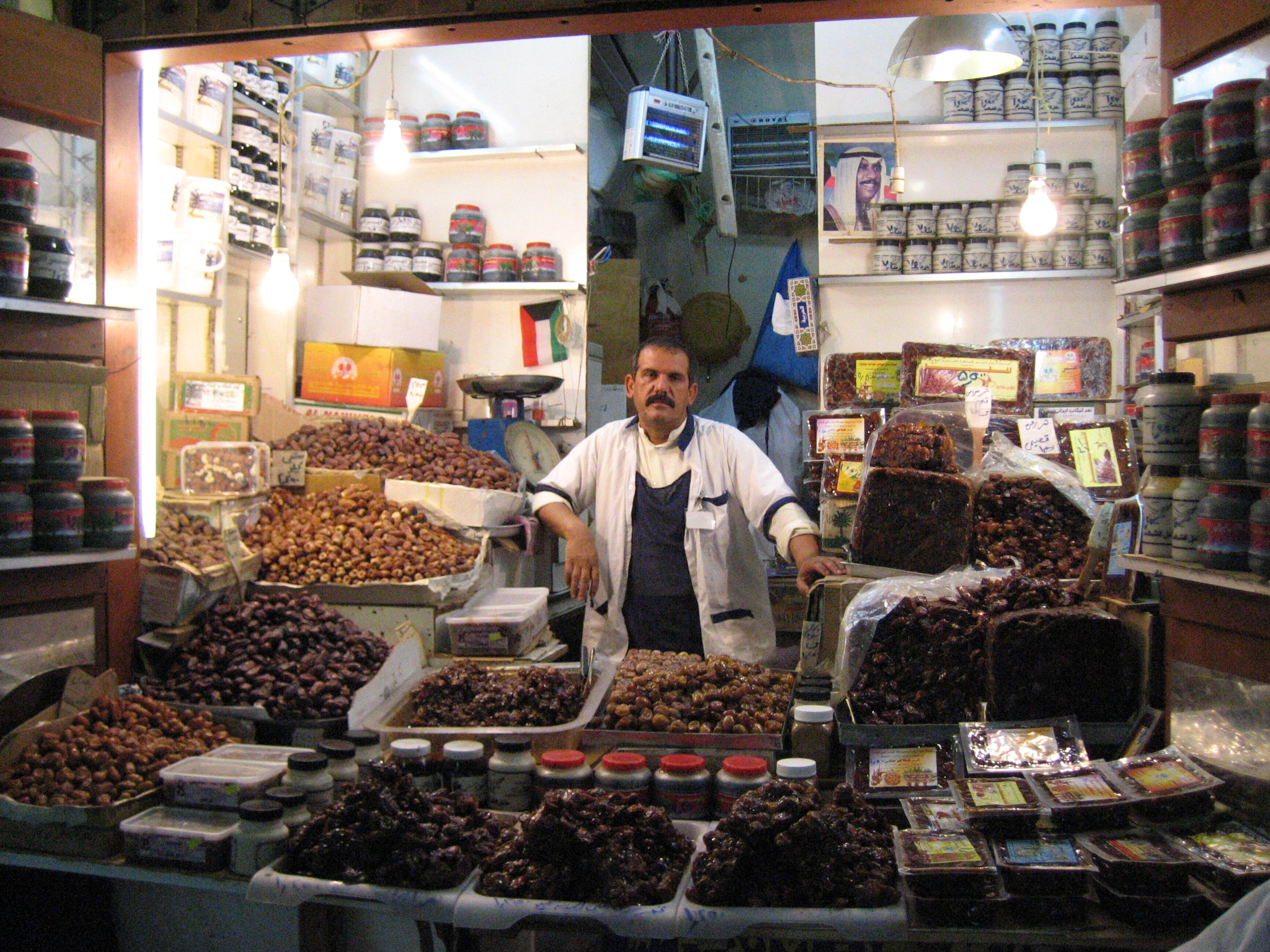
スークでデーツを売る商人（クウェート）

デーツはイラクやアラブ諸国、西は北アフリカのモロッコまでの広い地域で、古くから重要な食物とされてきた。イスラム諸国では伝統的にラマダーン期間中の日没後、牛乳と共に最初に採る食事である。また、砂漠のような雨が少ない地域でも育つ上に、乾燥させると長期保存が可能であるため、乾燥地帯に住むサハラ砂漠の遊牧民やオアシスに住む人たちにとって、大切な食料の一つとなってきた。カロリーも高いため、主食として主たる炭水化物源食物とすることも容易であり、遊牧生活を送るアラブ人であるベドウィンは、伝統的に乾燥させたデーツと乳製品を主食としてきた。

### 利用
デーツは柔らかくなったものや干したものをそのまま食べるか、あるいはジャムやゼリー、ハルヴァ、ジュース、菓子、ペーストなどに加工される。ペーストはミルクセーキのフレーバーとして使用され、デーツシェイクが作られる。また、デーツは料理の材料として利用されることもある。チュニジアではデーツを小麦粉で包み揚げ、砂糖シロップに漬けて完成となるマクルードがある。レバント地域などではバタークッキーにデーツなどを詰めたマアムールが食されている。
古代メソポタミアでは、デーツは穀物よりも安価であったこともあり、デーツのシロップは蜂蜜の代用品ともなった。現在でも、デーツシロップやデーツ糖としての生産・販売が行われている。
デーツはフルクトースを多量に含むため、水に浸したものをアルコール発酵させて酒（アラック、モロッコの「マヒア (mahia) 」など）の醸造も行われ、さらに酢酸菌を作用させて食酢の醸造も行われる。
また、乾燥させて粉状にしたデーツは、小麦粉と混ぜて保存食にする。この他にも、乾燥させたデーツは、サハラ砂漠付近においてラクダやウマ、イヌなどの餌（飼料）にもされる。
日本では種子を抜いて乾燥させたものが市場に出回っていることが多い。また、ウスターソースの日本風アレンジとして日本で売られている豚カツ用のソースやオタフクソースのお好み焼き用ソースには、とろみや甘みを出すためにデーツを原材料の一つとして使っている製品もある。
また、欧米では健康志向の高まりから、砂糖の代替品として着目され、グリーンスムージーの材料として利用されたことをきっかけに広まりを見せており、日本にも2010年代後半より健康目的でのデーツの消費が増えつつある。前述のオタフクソースも2020年にデーツを商品として売ったところ、大ヒットしたとされている。
アメリカ合衆国のアトモコーヒーは、デーツやチコリーの根を原料に代替コーヒーを開発した。

## 果実以外の利用
ナツメヤシの種子は、ラクダなどの動物の飼料とされ、また、種子から取れる油脂は、石鹸や化粧品として用いられる。さらに、種子は化学的な処理によってシュウ酸の原料ともなる。種子を炭化したものは銀細工に用いられ、またそのままネックレスにしたりもする。
ナツメヤシの樹液は糖分を多く含むため、インドのベンガル地方では樹液を煮詰めて砂糖を作り、干菓子として利用する。またリビアでは、樹液を発酵させてラグビ (Laghbi) という酒を醸造する。
株の先端の若い芽はジュンマール（Jummar）と呼ばれ、野菜として食用にされる。若い芽は成長点を含み、これを収穫されるとナツメヤシは死んでしまうので、若い芽の利用は主に果樹としての盛りを過ぎた木に限られている。
ナツメヤシの葉は、北アフリカでは帽子の材料として一般的であり、敷物や仕切り布、籠、団扇などにも用いる。ナツメヤシの葉はキリスト教での「棕櫚の主日」の祭事に使用される。ユダヤ教では閉じたままの若い葉をルラヴ（ヘブライ語: לולב‎）と呼び、「仮庵の祭り」で新年初めての降雨を祈願する儀式に用いる四種の植物の一つとする。イラクなどアラブ諸国には、祭日にナツメヤシの葉で家屋を飾る習慣がある。
ナツメヤシの幹は、建材としたり、燃料としても用いる。

## ナツメヤシゲノム
ナツメヤシゲノムのドラフト配列が決定されている。